# 百姓關注
《百姓关注》是贵州广播电视台于2005年4月1日正式开播的一档新闻欄目，时长为90分钟。播出时间为每晚的18:30--20:00，播出频道为贵州电视台公共频道。

## 历史
1. 2004年，《百姓关注》的前身《24小时》开播，由原《旋风报道》和《今晚快看》两档节目合并而成。
2. 2005年4月1日，《24小时》更名为《百姓关注》。
3. 2007年7月至9月，《百姓关注》开展“走遍贵州”直播活动。
4. 2008年初，共青团贵州省直机关委员会受予《百姓关注》栏目“青年文明号”称号。
5. 2009年，《百姓关注》栏目在第十九届中国新闻奖评选中获一等奖。
6. 2013年5月，《百姓关注》更换至新演播间和更新包装体系，播出时长改为三小时。
7. 2015年4月1日，《百姓关注》开播十周年。
8. 2014年—2015年，《百姓关注》微信号和“微兔gogo”APP先后推出。
9. 2018年7月，《百姓关注》成立“全媒体采编中心”。
10. 2020年11月，《百姓关注》转入超高清演播大厅进行录制。[2]